# Осока сероватая
Осо́ка серова́тая, или Осока ча́щевная, или Осока пе́пельно-се́рая (лат. Cárex canéscens) — многолетнее травянистое растение, вид рода Осока (Carex) семейства Осоковые (Cyperaceae).

## Ботаническое описание
Серо-зелёное, дернистое растение.

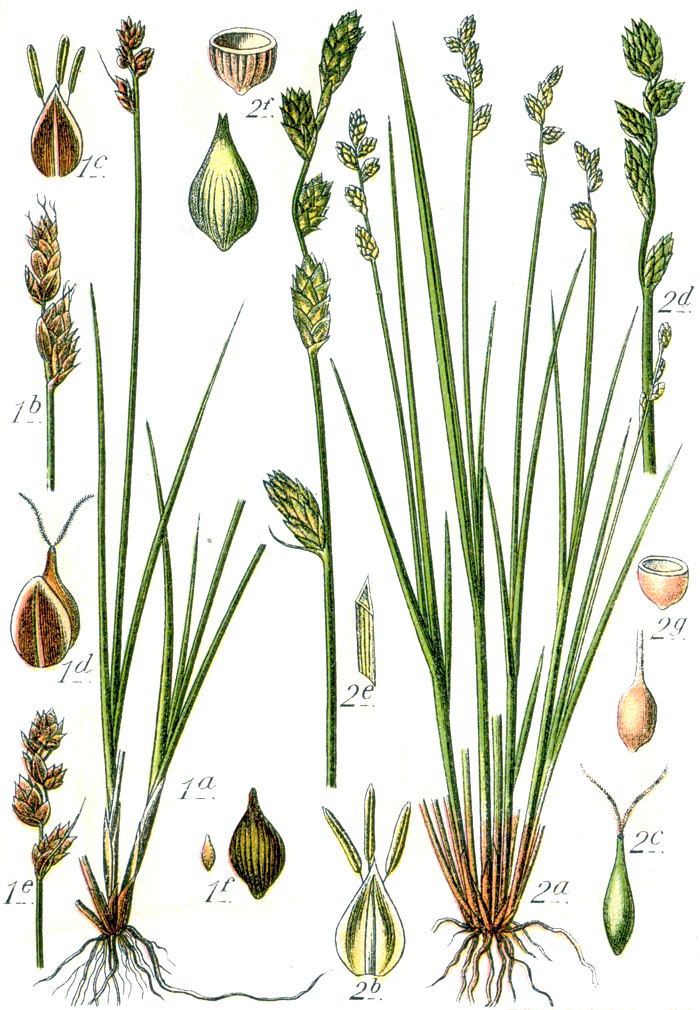
2 — Carex canescens

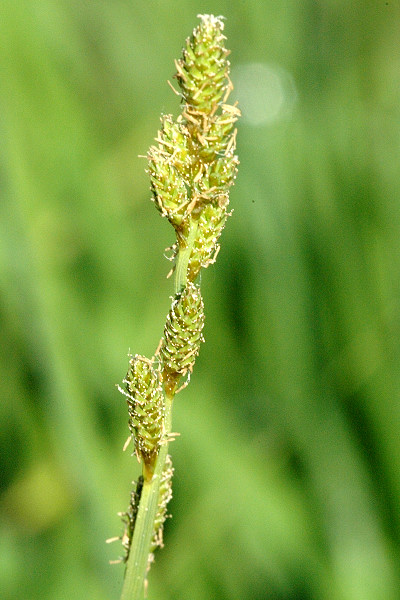
Соцветие, Бельгия

Стебли прямые, с вогнутыми гранями, прямые, торчащие или слабые и полегающие, кверху шероховатые, 20—50 см высотой.
Листовые пластинки серовато- или светло-зелёные, плоские, (1)2—3(4) мм шириной, прямые, короче стебля. Стебли и листья покрыты папиллами.
Соцветие 2,5—5(8) см длиной, бледно-зелёное, состоит из (3)5—7(12) расставленных, продолговатых, яйцевидных, широкояйцевидных или шаровидных гинекандрических (боковые иногда пестичные) колосков, (0,4)0,5—0,8(1,5) см длиной. Верхний колосок обычно меньших размеров и по форме почти не отличается от остальных. Кроющие чешуи яйцевидные, острые, бледно-зелёные или бледно-ржавые, с узкой зелёной серединой, перепончатые, с килем, короче мешочков, иногда почти вполовину. Мешочки большей частью яйцевидные или продолговато-яйцевидные, (2)2,5—2,2(3) мм длиной, 1—1,5 мм шириной, плоско-выпуклые, светло-зелёные, позже бледно-жёлтые, перепончатые, с обеих сторон с 8—10 тонкими, буреющими, слабо выраженными жилками, в зрелом состоянии прижатые, на короткой ножке, резко обособленной от широко-клиновидного основания, постепенно суженные в короткий и шероховатый, слабо клиновидно выемчатый носик. Кроющие листья чешуевидные, до 3 см длиной.
Плоды эллиптические, матовые. Плодоносит в мае—июле.
Число хромосом 2n=52—54, 56, 56—58, 62.
Вид описан из Европы.
Варьирует по форме колосков, степени их расставленности, окраске кроющих чешуй, форме мешочков и их носиков, а также по высоте и степени жёсткости стеблей и по ширине и длине листовых пластинок. Подвид Carex canescens subsp. disjuncta (Fernald) Toivonen отличается от типичных представителей вида длинным, до 15 см, соцветием с сильно расставленными колосками.
Описанный Кречетовичем В. И. вид Carex hylaea является теневой модификацией данного вида, встречающейся по всему ареалу.

## Распространение
Северная Европа: Исландия, Фенноскандия, в том числе арктическая Скандинавия; Атлантическая, Центральная и Южная (восток) Европа; Прибалтика; Арктическая часть России: Мурман (преимущественно в западной части), север Канина, северный Тиман, остров Колгуев, Малоземельская тундра, Большеземельская тундра, Полярный Урал, низовья Оби (редко), река Ныда, низовья Енисея, окрестности Норильска, район Чаунской губы (река Умку-Веем), бассейн Анадыря; Европейская часть России: кроме южных районов; Беларусь; Украина: кроме южных районов; Кавказ: все районы, кроме Предкавказья, в Южном Закавказье Грузия — Джавахетия, бассейн Севана, Нахичеванская Республика; Урал; Западная Сибирь; Восточная Сибирь: бассейн Енисея к югу от Подкаменной Тунгуски, Прибайкалье, бассейны Вилюя и Алдана; Средняя Азия: Тянь-Шань (Киргизский Алатау: река Аламедин, долина река Ангрен); Дальний Восток: Приамурье, Приморье, побережья Охотского моря, Камчатка, Сахалин; Западная Азия: Северо-Восточная Турция; Центральная Азия: Северо-Западная Джунгария, Северная Монголия, Кашмир; Восточная Азия: Северо-Западный и Северо-Восточный Китай, север Корейского полуострова, острова Хоккайдо и Хонсю; Южная Азия: Западные Гималаи; Северная Америка: Канада, запад США до штатов Калифорния и Аризона включительно, на востоке к северу до 38° северной широты, в том числе арктическая Аляска (единичные местонахождения), район Большого Медвежьего озера, Лабрадор, западная Гренландия к югу от 70° северной широты, юг восточной; Южная Америка: Чили, Огненная Земля, Фолклендские острова; Австралия: горы Нового Южного Уэльса и Виктории; Новая Гвинея.
Растёт на травяно-осоковых, реже моховых болотах, сырых лугах, по окраинам сфагновых болот, берегам водоёмов, канавам, в мочажинах, кустарниках, болотистых лесах и редколесьях, в мохово-ерниковой тундре; на равнине и в горах до субальпийского и альпийского поясов.

## Значение и применение
Поедается крупным рогатым скотом и северным оленем (Rangifer tarandus). Оленем поедается весной, ранним летом и зимой  благодаря сохранению части надземной массы зелёной.

## Систематика
В пределах вида выделяются два подвида и одна разновидность:
- Carex canescens subsp. canescens — умеренные районы Северного полушария, Новая Гвинея, Юго-Восточная Австралия
- Carex canescens subsp. disjuncta (Fernald) Toivonen — от Восточной Канады до севера центральных и восточных штатов США
- Carex canescens var. robustior Blytt ex Andersson — юг Южной Америки, Фолклендские острова